# Ryhaan Shah
Ryhaan Shah là nhà văn gốc Ấn-Guyan, sinh ra ở Berbice, Guyana. Cô hoạt động tích cực trong cuộc sống cộng đồng Guyan với tư cách là Chủ tịch Hiệp hội Di sản Ấn Độ Guyan (cộng đồng người gốc Ấn sinh ở Guyana).
Cuốn tiểu thuyết đầu tay của Shah, mang chủ đề Cuộc sống thầm lặng (Tree Peepal, 2005), đã giành giải thưởng Guyana cho Giải thưởng sách văn học đầu tiên năm 2007, kết hợp các chủ đề xã hội mạnh mẽ trong bối cảnh ký ức về lĩnh vực lịch sử Guyan thế kỷ XX theo quan điểm Phụ nữ Hồi giáo khai thác chủ đề Nam Á, với một câu chuyện khám phá các mô hình thần thoại thông qua các yếu tố của thế giới khác. Cuốn tiểu thuyết thứ hai của cô, Weaving Water, (Cutting Edge Press, 2013), liên quan đến lịch sử Guyan theo cách so sánh, nhưng theo quan điểm của Ấn Độ giáo và với cách xử lý theo thời gian hơn.
Vào tháng 11 năm 2009, Shah đã được chọn là một trong "500 người Hồi giáo có ảnh hưởng nhất trên thế giới" trong một ấn phẩm của Trung tâm Hoàng tử Al-waleed Bin Talaal về hiểu biết Hồi giáo-Kitô giáo của Đại học Georgetown, Washington DC, kết hợp với Chiến lược Hồi giáo Hoàng gia Trung tâm nghiên cứu ở Amman, Jordan.
Gần đây, Shah đã bị chỉ trích vì ra tranh cử trong cuộc bầu cử năm 2015 của Guyana. Nó đã được tìm thấy rằng các bài xã luận của cô, được xuất bản trong các cơ quan báo chí khác nhau, đã bị ảnh hưởng sâu sắc với âm mưu phân biệt chủng tộc và kích động bạo lực của lịch sử bỏ phiếu hậu thuộc địa phức tạp, tàn ác của đất nước này. Các lý thuyết phân biệt chủng tộc của Shah và quảng bá thông qua văn học của cô đã đưa ra nhiều chỉ trích, những người đã tuyên bố những lời của cô là "một sự lạm dụng liều lĩnh của một nền tảng quý giá". Phần giới thiệu của ấn phẩm nói rằng nó "cung cấp một cửa sổ cho những người di chuyển và gây chấn động thế giới Hồi giáo. Chúng tôi đã cố gắng làm nổi bật những người có ảnh hưởng như Hồi giáo, nghĩa là những người có ảnh hưởng bắt nguồn từ thực tiễn Hồi giáo hoặc từ Thực tế họ là người Hồi giáo. Chúng tôi nghĩ rằng điều này mang lại cái nhìn sâu sắc có giá trị về những cách khác nhau mà người Hồi giáo tác động đến thế giới, và cũng cho thấy sự đa dạng của cách mọi người sống như người Hồi giáo của thế giới hiện đại ngày nay. "